# 通宵骚乱
通宵骚乱（法語：Affaire Réveillon）发生于1789年4月26日至29日在巴黎的圣安东尼区发生。骚乱起源于该区一家生产豪华壁纸的工厂。工厂为简-巴普迪斯特·勒维烈（jean-Baptiste réveillon）拥有。通宵骚乱这一名称即来源于首先发生骚乱的工厂的厂主姓勒维烈（在法语中，勒维烈意为通宵）整座工厂雇有约300名劳工。通宵骚乱是法国大革命中的第一次暴力抗争。这座骚乱发生的工厂在革命前的法国很不寻常。因为在一个行会掌管產品品質标准的时代，这座工厂竟是无行会的。
骚乱发生于一个谣言传开之时。该谣言声称：在许多工人都是优秀技工的情况下，厂主要削减工厂工人的工资。于是，壁纸也要跟着降价。工人们在1788年的严冬后已经受够了食物的短缺、居高不下的失业率和低廉的工资。然而勒维烈以他对穷人的善行著称。而且也的确提议把面包价格降低到这些人可以付得起的程度(每天15个苏以下)。然而由于工资下降，他的提议被曲解了。他于4月21日发表这一提议，正当圣玛格丽特区集会讨论关于人民不满的报告。他们所有的代表都在为三级会议的召开做准备。
随着对面包需求的增长，骚乱扩散到法国的其他地区，例如佛兰德斯和诺曼底。面包价格持续上涨，在七月达到了最高点。这次骚乱原本是经济性质的，但是有些骚乱者喊出了政治口号以表达他们的政治诉求。
谣言导致爆发了骚乱，那时正值三级会议召开前夕。骚乱者没有成功摧毁由大约五十名军人把守的勒维烈的工厂（即首个爆发骚乱的工厂）。一座为硝石加工厂厂商昂里奥(Henriot)拥有的工厂在他提出了相同建议之后被摧毁了。 尽管骚乱爆发的那所工厂安然无恙，然而勒维烈过去作为家的工厂却未能幸免于难。 尽管伤亡数字常常被夸大，但仍可肯定这次骚乱中有25人死亡伤者人数与此相当。法军在这一次事件中服从命令，但在攻克巴士底狱时，他们选择了拒绝。